# 特列沃地区圣莫里斯
特列沃地区圣莫里斯（法語：Saint-Maurice-en-Trièves，法語發音：[sɛ̃ moʁis ɑ̃ tʁijɛv]）是法国伊泽尔省的一个市镇，位于该省南部，属于格勒诺布尔区。

## 地理
特列沃地区圣莫里斯（44°45'52"N, 5°39'50"E）面积12.94 平方千米，位于法国奥弗涅-罗讷-阿尔卑斯大区伊泽尔省，该省份为法国东南部内陆省份，北起顺时针与安省、萨瓦省、上阿尔卑斯省、德龙省、阿尔代什省、卢瓦尔省和罗讷省。
与特列沃地区圣莫里斯接壤的市镇（或旧市镇、城区）包括：格朗达日、拉莱、莫内斯捷迪佩尔西、普雷布瓦、迪瓦地区沙蒂永。

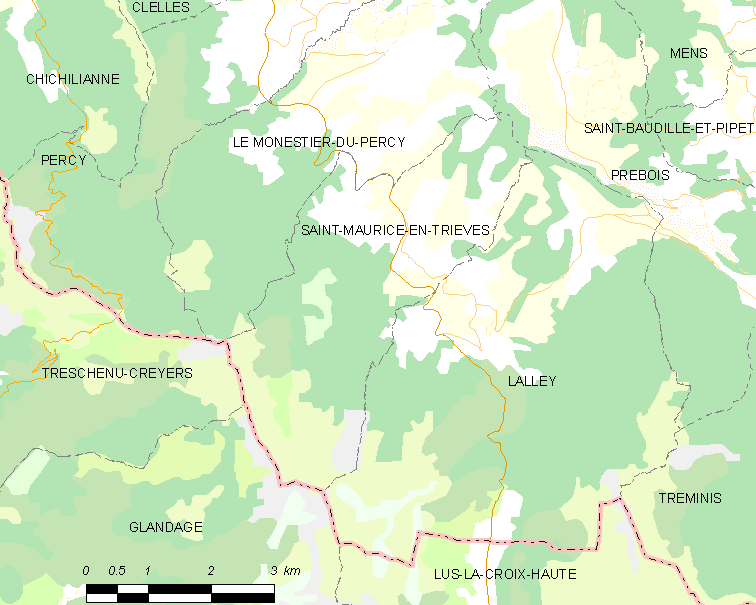
特列沃地区圣莫里斯的OSM定位图

特列沃地区圣莫里斯的时区为UTC+01:00、UTC+02:00（夏令时）。

## 行政
特列沃地区圣莫里斯的邮政编码为38930，INSEE市镇编码为38424。

## 政治
特列沃地区圣莫里斯所属的省级选区为马泰西讷-特列沃县。

## 人口

1962-2008年间特列沃地区圣莫里斯人口变化图示

特列沃地区圣莫里斯于2022年1月1日时的人口数量为179人。